# OGLE
OGLE ist ein Akronym für Optical Gravitational Lensing Experiment – ein wissenschaftliches Forschungsprojekt in der Beobachtungsastronomie, durchgeführt von den Astronomen der Sternwarte der Universität Warschau, Polen, unter Leitung von Andrzej Udalski.
Die Hauptaufgabe des OGLE ist die Suche und Beobachtung von auftretenden Microlensing-Effekten. Hiermit können unter anderem Objekte des galaktischen Halos im Rahmen der Suche nach Dunkler Materie nachgewiesen werden (siehe auch MACHO), welche zu dunkel für eine direkte Beobachtung sind. In der jüngeren Vergangenheit wird OGLE vor allem aber für die Suche nach extrasolaren Planeten verwendet. So konnte im Januar 2006 in Kooperation mit den Projekten PLANET und MOA (Microlensing Observations in Astrophysics) ein Planet mit einer Masse von nur 5,5 Erdmassen nachgewiesen werden.
In der ersten Phase (1992–1995) stand für OGLE das 1-m-Henrietta-Swope-Teleskop des Las-Campanas-Observatoriums in Chile zur Verfügung. Nach Abschluss dieser Phase wurde das 1,3-m-Warschau-Teleskop in Las Campanas speziell für OGLE errichtet und 1997 in Betrieb genommen. Die dritte Phase, welche 2001 begonnen hat, zeichnet sich insbesondere durch neue Instrumente, wie eine verbesserte CCD-Kamera, sowie durch das verbesserte Microlensing Early Warning System (EWS) aus, mithilfe dessen auch andere Observatorien auf ein gerade begonnenes Microlensing-Ereignis hingewiesen werden können, und somit die Beobachtung bestätigen und verbessern können.